# 구글 드라이브
구글 드라이브(Google Drive)는 구글이 개발한 파일 호스팅 서비스 및 동기화 서비스이다. 2012년 4월 24일에 출시된 구글 드라이브는 사용자가 클라우드(구글 서버)에 파일을 저장하고, 장치 간에 파일을 동기화하며, 파일을 공유할 수 있도록 한다. 웹 인터페이스 외에도 구글 드라이브는 윈도우 및 macOS 컴퓨터, 안드로이드 및 iOS 스마트폰 및 태블릿을 위한 오프라인 기능을 갖춘 앱을 제공한다. 구글 드라이브는 문서, 스프레드시트, 프레젠테이션, 그림, 양식 등을 공동으로 편집할 수 있는 구글 독스 편집기 오피스 제품군의 일부인 구글 문서도구, 구글 시트, 구글 슬라이드를 포함한다. 구글 독스 제품군을 통해 생성 및 편집된 파일은 구글 드라이브에 저장된다.
구글 드라이브는 사용자에게 15 GB의 무료 저장공간을 제공하며, 이를 Gmail 및 구글 포토와 공유한다. 구글 원을 통해 구글 드라이브는 100 GB 및 2 TB 계층의 유료 요금제와 구글의 인공지능이 포함된 프리미엄 2 TB 요금제를 제공한다. 업로드된 파일의 크기는 최대 750 GB까지 가능하다. 사용자는 다른 사용자와 공유하거나 콘텐츠를 공개하는 것을 포함하여 개별 파일 및 폴더에 대한 개인 정보 설정을 변경할 수 있다. 웹사이트에서는 사용자가 시각적 요소를 설명하여 이미지를 검색하고, "지난 12월의 예산 스프레드시트 찾기"와 같이 자연어를 사용하여 특정 파일을 찾을 수 있다.
웹사이트와 안드로이드 앱은 안드로이드 기기에서 서비스로 백업된 데이터를 볼 수 있는 백업 섹션을 제공하며, 2017년 7월에 완전히 개편된 컴퓨터 앱은 사용자의 컴퓨터에 있는 특정 폴더를 백업할 수 있도록 한다. 빠른 액세스 기능은 지능적으로 사용자가 필요한 파일을 예측할 수 있다.
구글 드라이브는 구글의 비즈니스 및 조직을 위한 월별 구독 서비스인 구글 워크스페이스의 핵심 구성 요소이며, 2020년 10월까지는 G 스위트로 운영되었다. 특정 구글 워크스페이스 요금제의 일부로, 드라이브는 무제한 저장 공간, 고급 파일 감사 보고, 향상된 관리 제어 및 팀을 위한 더 나은 협업 도구를 제공한다.
서비스 출시 이후 구글 드라이브의 개인정보처리방침은 일부 언론에서 비판을 받았다. 구글은 모든 서비스에 적용되는 하나의 서비스 약관 및 개인정보처리방침 계약을 가지고 있다. 일부 언론은 이러한 계약이 경쟁사의 클라우드 스토리지 서비스와 비교했을 때 더 나쁘지 않지만, 경쟁사는 계약에 "더 교묘한 언어"를 사용하며, 구글은 "서버에서 파일을 이동시키거나, 데이터를 캐시하거나, 이미지 썸네일을 만들기" 위해 이러한 권리가 필요하다고 언급했다.

## 플랫폼
구글 드라이브는 2012년 4월 24일에 윈도우, macOS, 안드로이드용 앱과 웹사이트 인터페이스와 함께 출시되었다. iOS 앱은 2012년 6월에 나중에 출시되었다.

### 컴퓨터 앱
구글 드라이브는 윈도우 7 이상을 실행하는 PC와 OS X 카탈리나 이상을 실행하는 Mac에서 사용할 수 있다. 구글은 2012년 4월에 리눅스 소프트웨어 작업이 진행 중이라고 밝혔지만, 2013년 11월 현재까지 이에 대한 소식은 없었다. 2012년 4월, 당시 구글의 선임 부사장 선다 피차이는 구글 드라이브가 크롬OS 버전 20과 긴밀하게 통합될 것이라고 말했다. 2016년 10월, 구글은 앞으로 1년 이상 된 컴퓨터 소프트웨어 버전에 대한 지원을 중단할 것이라고 발표했다. 2017년 6월, 구글은 백업 및 동기화라는 새로운 앱이 기존의 별도 구글 드라이브 및 구글 포토 데스크톱 앱을 대체하여 데스크톱 플랫폼에서 하나의 통합 앱을 만들 것이라고 발표했다. 원래 6월 28일 출시 예정이었지만 출시가 지연되어 7월 12일에 출시되었다. 2017년 9월, 구글은 2018년 3월에 구글 드라이브 데스크톱 앱 지원을 중단하고 2017년 12월에 지원을 종료할 것이라고 발표했다.

### 데스크톱용 구글 드라이브
2017년 3월, 구글은 G Suite (현재 구글 워크스페이스) 고객을 위한 데스크톱 애플리케이션인 Drive File Stream을 출시했다. 이 애플리케이션은 윈도우 및 macOS 컴퓨터에서 구글 드라이브를 운영체제의 드라이브 문자에 매핑하여 웹 브라우저를 사용하지 않고도 구글 드라이브 파일 및 폴더에 쉽게 액세스할 수 있도록 한다. 또한 파일이 액세스될 때만 구글 드라이브에서 다운로드되는 온디맨드 파일 액세스 기능도 제공했다. 추가적으로 Drive File Stream은 구글 워크스페이스의 공유 드라이브 기능을 지원한다.
2017년 7월, 구글은 구글 드라이브 개인 사용자를 위한 새로운 다운로드 가능 소프트웨어인 백업 및 동기화를 발표했다. 이는 주로 중단된 구글 드라이브 데스크톱 앱을 대체하기 위해 만들어졌다. 주요 기능은 사용자가 특정 폴더를 구글 계정의 드라이브에 지속적으로 동기화하도록 설정할 수 있다는 것이다. 동기화된 폴더와 파일은 Gmail, 구글 포토, 구글 드라이브 간에 할당된 공유 할당량에 포함된다.
2021년 초, 구글은 Drive File Stream 및 Backup and Sync 제품을 하나의 제품인 데스크톱용 구글 드라이브로 통합하여 각 클라이언트의 이전 독점 기능을 지원할 것이라고 발표했다. 2021년 7월, 윈도우 및 Mac용 새 앱인 데스크톱용 구글 드라이브가 "Backup and Sync" 및 "Drive File Stream"을 대체하여 출시되었다. 데스크톱용 구글 드라이브는 File Stream을 기반으로 하며, 각 클라이언트에서 이전에 독점적으로 제공되던 기능을 지원한다. 구글은 2021년 10월 1일부로 Backup and Sync 지원을 중단했다.
2023년, 데스크톱용 구글 드라이브의 버그로 인해 6개월 동안 소수의 파일이 사용자 계정에서 사라졌다. 그 해 12월에 수정본이 출시되었다.

### 모바일 앱
구글 드라이브는 안드로이드 6.0 "마시멜로" 이상을 실행하는 안드로이드 스마트폰 및 태블릿에서 사용할 수 있으며, iOS 15 이상을 실행하는 아이폰 및 아이패드에서도 사용할 수 있다.
2016년 8월, 구글 드라이브는 안드로이드 4.0 "아이스크림 샌드위치" 또는 이전 버전을 실행하는 안드로이드 기기에 대한 지원을 중단했다. 이는 구글의 모바일 앱 업데이트 정책에 따라 "안드로이드 기기의 경우 현재 버전과 이전 2개 안드로이드 버전에 대해 업데이트를 제공한다"는 내용에 따른 것이다. 이 정책에 따르면 앱은 이전 안드로이드 버전을 실행하는 기기에서도 계속 작동하지만, 모든 앱 업데이트는 최선의 노력으로 제공된다. 이 정책은 또한 서비스 종료 예정에 대한 통지가 제공될 것이라고 명시하고 있다.
2020년 5월 4일, 구글은 iOS 및 iPadOS용 구글 드라이브 앱 버전 4.2020.18204에 새로운 기능 업데이트인 프라이버시 화면을 출시했다. 이 기능은 앱이 열릴 때마다 Face ID 또는 Touch ID 인증을 요구한다.

### 웹사이트 인터페이스
구글 드라이브는 사용자가 앱을 다운로드할 필요 없이 인터넷이 연결된 모든 컴퓨터에서 파일을 볼 수 있는 웹사이트를 가지고 있다.
웹사이트는 2014년에 시각적으로 개편되어 완전히 새로운 모습과 향상된 성능을 제공했다. 또한 최근 활동을 확인하거나 파일을 공유하기 위해 파일을 한 번만 클릭하는 것과 같이 가장 일반적인 작업을 단순화했으며, 개선된 구성을 위해 사용자가 선택한 파일을 폴더로 끌어다 놓을 수 있는 드래그 앤 드롭 기능을 추가했다.
2016년 8월의 새로운 업데이트는 웹사이트의 여러 시각적 요소를 변경했다. 로고가 업데이트되고, 검색 상자 디자인이 새로워졌으며, 기본 색상이 빨간색에서 파란색으로 변경되었다. 또한 웹사이트에서 파일을 로컬로 다운로드하는 기능이 향상되었다. 이제 사용자는 대용량 드라이브 항목을 개선된 명명 구조, 더 나은 구글 양식 처리, 빈 폴더를 .zip에 포함하여 사용자의 폴더 계층 구조를 보존하면서 여러 개의 2GB .zip 파일로 압축하고 다운로드할 수 있다.
2024년 4월, 구글은 사용자에게 야간 모드 테마 지원을 시작했다.

## 저장공간
구글 드라이브는 개인 사용자에게 15GB의 무료 저장 공간을 제공하며, 사용자와 조직을 위해 추가 저장 공간을 구매할 수 있는 옵션을 제공한다. 이는 2004년 Gmail 출시 당시 1GB의 초기 할당량에서 시작되었으며, 무료 저장 공간 제한은 2005년 2GB, 2007년 2.8GB, 2011년 7.5GB, 2012년 10GB, 그리고 최종적으로 2013년 15GB로 증가했다. 처음에는 큰 무료 저장 공간을 홍보했지만, 구글은 2013년 이후로 제공되는 저장 공간을 늘리지 않았다.
구글은 구글 드라이브에서 개별 폴더가 사용하는 저장 공간을 추적하는 메커니즘을 제공하지 않으므로, 사용자는 이 기능을 위해 서드파티가 개발한 애플리케이션인 Filerev를 사용해야 한다. 총 사용량을 추적하는 기능은 기본적으로 제공된다.

### 개인 사용자 계정 저장공간
구글은 모든 사용자에게 15GB(1GB = 10억 바이트)의 무료 저장 공간을 제공한다. 이 클라우드 저장 공간은 Gmail 및 구글 포토와도 공유된다. 사용자는 월별 또는 연간 결제를 통해 추가 공간을 구매할 수 있다. 연간 결제 옵션은 2016년 12월에 도입되었으며, 100GB 및 표준 2TB 저장 공간 요금제에만 제공된다. 또한, 연간 결제는 할인을 제공한다. 2018년 5월, 구글은 저장 공간 요금제(무료 15기가바이트 요금제 포함)가 구글 원으로 이전될 것이라고 발표했다.
2024년 기준, 구글이 제공하는 저장 공간 요금제는 다음과 같다:
| 저장공간       | 가격 (US$)                   |
| -------------- | ---------------------------- |
| 15 GB          | 무료                         |
| 100 GB         | $1.99/월 ($19.99/년)         |
| 2 TB           | $9.99/월 ($99.99/년)         |
| 2 TB (AI 포함) | $19.99/월 (연간 구독 미제공) |

### 크롬북 프로모션
크롬북 사용자는 크롬북 장치 최초 구매 후 180일 이내에 프로모션을 활성화하는 한 12개월 동안 100GB의 구글 드라이브 저장 공간을 무료로 얻을 수 있다. 이 혜택은 구글 드라이브를 사용할 수 있는 모든 국가에서 제공된다. 혜택은 장치당 한 번만 사용할 수 있다. 중고, 개봉품 및 리퍼비시 장치는 이 혜택을 받을 수 없다.

### 구글 워크스페이스 저장공간

2014년부터 2020년 10월 26일까지 사용된 구글 드라이브의 이전 로고

구글은 모든 구글 워크스페이스 스타터 고객에게 30GB의 드라이브 저장 공간을 제공하며, 비즈니스용 구글 워크스페이스를 사용하는 고객에게는 무제한 저장 공간을 제공한다. 2022년 7월부터 교육 기관 및 특히 대학에 유효한 구글 워크스페이스 for Education은 100TB의 저장 공간을 제공한다. 20,000명 이상의 워크스페이스 사용자(학생, 교직원 및 관련 기관)가 있는 대학은 선택적으로 저장 공간 제한을 늘릴 수 있다.

### 저장공간 정책 개정
2012년 4월 24일, 구글 드라이브가 5GB의 무료 저장 공간과 함께 도입되었다. 저장 공간 요금제는 개정되어 25GB는 월 $2.49, 100GB는 월 $4.99, 1TB는 월 $49.99로 책정되었다.
원래 Gmail, 구글 문서도구, 피카사는 무료 저장 공간에 대해 별도의 할당량을, 구매한 저장 공간에 대해 공유 할당량을 가졌다. 2012년 4월부터 2013년 5월까지 구글 드라이브와 구글+ 포토는 무료 및 구매 저장 공간에 대해 공유 할당량을 가졌으며, Gmail은 별도의 10GB 저장 공간 제한을 가졌고, 이는 저장 공간 요금제 구매 시 25GB로 증가했다.
2012년 9월, 구글은 유료 요금제가 이제 총 저장 공간을 포함할 것이라고 발표했다. 즉, 유료 할당량이 이전에 그랬던 것처럼 무료에 추가되는 것이 아니라, 예를 들어 100GB 요금제는 이전에 115GB였던 것과 달리 총 100GB를 허용했다.
2013년 5월, 구글은 Gmail, 구글 드라이브, 구글+ 포토 간의 저장 공간을 통합하여 사용자에게 서비스 간에 15GB의 통합 무료 저장 공간을 제공할 것이라고 발표했다.
2014년 3월, 저장 공간 요금제는 다시 개정되었고 가격은 80% 인하되어 100GB는 월 $1.99, 1TB는 월 $9.99, 10TB는 월 $99.99가 되었다. 이는 당시 경쟁사인 Dropbox와 OneDrive가 제공했던 것보다 훨씬 저렴했다.
2018년, 유료 요금제는 구글 드라이브를 넘어선 적용을 강조하기 위해 "구글 원"으로 재브랜딩되었으며, 200 GB에 대해 월 $2.99 요금제가 추가되고, $9.99 요금제가 추가 비용 없이 2 TB로 증가했다.
2020년 11월 11일, 구글은 구글 독스 파일 형식(독스 형식 포함, 사이트 제외)으로 저장된 파일과 "절약형"(원래 "고품질") 설정으로 구글 포토에 업로드된 사진 및 동영상에 대한 무제한 저장 공간 지원을 중단할 것이라고 발표했다. 이 업데이트는 2021년 6월 1일부터 적용될 예정이라고 발표되었다. 6월 1일 이전에는 구글의 온라인 저장 공간에 업로드된 모든 문서와 압축된 사진은 15GB 한도에 포함되지 않았다.
2021년 9월, 구글은 월 24.99달러에 5TB 저장 공간 요금제를 추가했다.

## 기능

### 공유
구글 드라이브는 파일 공유 시스템을 포함하고 있는데, 파일 또는 폴더의 생성자는 기본적으로 그 소유자이다. 소유자는 파일 또는 폴더의 공개 여부를 조절할 수 있다. 소유권은 양도 가능하다. 파일 또는 폴더는 특정 구글 계정 사용자(일반적으로 @gmail.com으로 끝나지만 반드시 그럴 필요는 없음)와 이메일 주소를 사용하여 비공개로 공유할 수 있다. 구글 계정이 없는 사용자와 파일을 공유하려면 "링크가 있는 모든 사람"에게 액세스할 수 있도록 설정해야 한다. 이렇게 하면 파일에 대한 비밀 URL이 생성되며, 이 URL은 이메일이나 비공개 메시지를 통해 공유할 수 있다. 파일과 폴더는 또한 "웹에서 공개"로 설정할 수 있는데, 이는 검색 엔진에 의해 색인화되어 누구나 찾아서 액세스할 수 있음을 의미한다. 소유자는 또한 권한을 조절하기 위해 액세스 수준을 설정할 수 있다. 제공되는 세 가지 액세스 수준은 "편집 가능", "댓글 가능", "보기 가능"이다. 편집 권한이 있는 사용자는 다른 사람을 초대하여 편집할 수 있다.
2021년 9월 13일, 기존 파일의 URL 일부가 보안상의 이유로 변경되었다.
공유 파일은 400,000개 항목의 업로드 제한이 있다.

### 인공지능
2024년, 구글은 자체 제미나이 LLM을 기반으로 한 인공지능 기능을 구글 드라이브 및 기타 워크스페이스 도구의 일부 사용자에게 출시하기 시작했다. 이 기능은 현재 구글 원 AI 프리미엄 사용자 또는 Gemini Business, Enterprise, Education, Education Premium 추가 기능이 있는 조직 사용자에게 제공된다.
이 기능들은 주로 드라이브 및 다른 워크스페이스 앱의 오른쪽 사이드바를 활용하여 챗봇을 포함하여 사용자 구글 계정에 저장된 파일에 액세스하여 작업을 수행하는 데 중점을 둔다. 또 다른 기능은 사용자가 구글 드라이브에서 PDF를 열 때 PDF를 요약하고, 드라이브에 저장된 다른 파일과 콘텐츠를 합성하거나, 사이드 패널 내에서 제미나이를 사용하여 새로운 콘텐츠를 생성할 수 있도록 한다.

### 서드파티 앱
크롬 웹 스토어에서 구글 드라이브와 연동되는 여러 외부 웹 애플리케이션을 사용할 수 있다. 앱을 추가하려면 사용자는 크롬 웹 스토어에 로그인해야 하지만, 앱은 지원되는 모든 웹 브라우저와 호환된다. 드라이브 앱은 온라인 파일에서 작동하며 다양한 형식의 파일을 보고, 편집하고, 생성하고, 이미지와 비디오를 편집하고, 문서를 팩스로 보내고 서명하고, 프로젝트를 관리하고, 순서도를 만드는 등에 사용할 수 있다. 드라이브 앱은 지원하는 파일 형식에 대한 기본 처리기로 설정할 수도 있다. 이러한 앱 중 일부는 구글 크롬 및 ChromeOS에서 오프라인으로도 작동한다.
모든 서드파티 앱은 무료로 설치할 수 있다. 그러나 일부는 지속적인 사용 또는 추가 기능 액세스와 관련된 요금이 부과된다. 서드파티 앱에서 구글 드라이브로 데이터를 저장하려면 처음 한 번 사용자 인증이 필요하다. 대부분의 경우, 앱은 사용자가 구글 드라이브에 대한 액세스를 적극적으로 취소할 때까지 액세스 수준을 유지한다.
구글 드라이브 SDK(소프트웨어 개발 키트)는 구글 드라이브 사용자 인터페이스 및 크롬 웹 스토어와 함께 작동하여 구글 드라이브에 설치할 수 있는 앱 생태계를 만든다. 2013년 2월, 구글 드라이브의 "만들기" 메뉴는 서드파티 앱을 포함하도록 개편되어, 사실상 구글 자체 앱과 동일한 지위를 부여했다.
2013년 3월, 구글은 서드파티 개발자가 실시간 편집을 지원하는 협업 앱을 구축할 수 있도록 구글 드라이브용 API를 출시했다. 그러한 앱 중 하나는 OpenAI가 개발하여 챗GPT가 구글 드라이브에 저장된 파일에 액세스할 수 있도록 한다.
구글은 2021년 현재 구글 워크스페이스 마켓플레이스에 5,300개 이상의 공개 앱이 있다고 보고했다.

### 파일 보기
웹상의 구글 드라이브 뷰어는 다음 파일 형식을 볼 수 있다:
- 기본 형식(독스, 시트, 슬라이드, 양식, 드로잉, 내 지도, 잼보드, 사이트)
- 이미지 파일(.JPEG, .PNG, .GIF, .TIFF, .BMP, .WebP .HEIF .SVG)
- 비디오 파일(.WebM, .MPEG4, .3GPP, .MOV, .AVI, .MPEG, .MPEGPS, .WMV, .FLV, .Ogg .Opus)
- 오디오 형식(.MP3, .M4A, .WAV, .Ogg .Opus)
- 텍스트 파일(.TXT)
- 마크업/코드(.CSS, .HTML, .PHP, .C, .CPP, .H, .HPP, .JS .Java .PY)
- 마이크로소프트 워드 (.DOC 및 .DOCX)
- 마이크로소프트 엑셀 (.XLS 및 .XLSX)
- 마이크로소프트 파워포인트 (.PPT 및 .PPTX)
- Adobe Portable Document Format (.PDF)
- Apple Pages (.PAGES)
- Adobe Illustrator (.AI)
- Adobe Photoshop (.PSD)
- Autodesk AutoCad (.DXF)
- Scalable Vector Graphics (.SVG)
- PostScript (.EPS, .PS)
- 파이썬 (.PY)
- 글꼴 (.TTF)
- XML Paper Specification (.XPS)
- 압축 파일 형식 (.ZIP, .RAR, tar, Gzip)
- .MTS 파일
- Raw 이미지 형식 (.DNG)
- Apple Keynote (.KEY)
- Apple Numbers (.Numbers)

다른 형식의 파일도 크롬 웹 스토어에서 구할 수 있는 구글 드라이브와 연동되는 서드파티 앱을 통해 처리할 수 있다.

### 파일 제한
구글 독스, 시트 또는 슬라이드 형식으로 변환되지 않은 업로드된 파일은 크기가 최대 5TB까지 가능하다. 또한 파일 형식별로 아래에 나열된 제한이 있다.
문서 (구글 독스)페이지 수나 글꼴 크기에 관계없이 최대 102만 자. .gdoc 독스 형식으로 변환된 문서 파일은 50 MB(1MB = 100만 바이트)를 초과할 수 없다. 삽입된 이미지는 50MB를 초과할 수 없으며, .jpg, .png 또는 비애니메이션 .gif 형식이어야 한다.
스프레드시트 (구글 시트)최대 1천만 셀 또는 18,278개 열.
프레젠테이션 (구글 슬라이드).gslides 슬라이드 형식으로 변환된 프레젠테이션 파일은 100MB를 초과할 수 없다. 삽입된 이미지는 50MB를 초과할 수 없으며, .jpg, .png 또는 비애니메이션 .gif 형식이어야 한다.

#### 전체 파일 제한
2023년 4월 3일, 구글이 2023년 2월경에 사용자 "생성 제한"을 500만 파일로 조용히 도입했다고 보도되었다. 이는 사용자들의 반발 이후 공개된 지 하루 만에 제거되었다.

### 빠른 액세스
2016년 9월 안드로이드 앱에 도입된 빠른 액세스는 기계 학습을 사용하여 "사용자가 아무것도 입력하기 전에 필요한 파일을 지능적으로 예측"한다. 이 기능은 2017년 3월에 iOS 및 웹으로 확장될 예정이라고 발표되었지만, 웹사이트 인터페이스는 5월에 이 기능을 받았다.

### 검색
검색 결과는 파일 형식, 소유권, 공개 여부 및 열기 앱으로 좁힐 수 있다. 사용자는 이미지의 시각적 요소를 설명하거나 이름을 지정하여 이미지를 검색할 수 있다. 예를 들어, "산"을 검색하면 산 사진뿐만 아니라 산에 대한 모든 텍스트 문서가 반환된다. 이미지 및 PDF의 텍스트는 광학 문자 인식을 사용하여 추출할 수 있다. 2016년 9월, 구글은 구글 드라이브 웹사이트 검색에 "자연어 처리"를 추가하여 "지난 12월의 예산 스프레드시트 찾기"와 같은 특정 사용자 검색 쿼리를 가능하게 했다. 2017년 2월, 구글은 드라이브와 안드로이드용 구글 검색 앱을 통합하여 사용자가 키워드를 검색하고 "앱 내" 탭으로 전환하여 관련 드라이브 파일을 볼 수 있도록 했다.

### 백업
2016년 12월, 구글은 안드로이드 앱과 웹사이트를 "백업" 섹션으로 업데이트하여 드라이브에 저장된 안드로이드 기기 및 앱 백업을 나열했다. 이 섹션은 사용자가 저장된 백업, 백업의 크기 및 세부 정보를 확인하고 백업을 삭제할 수 있도록 한다.
2017년 6월, 구글은 새로운 앱인 "백업 및 동기화"가 사용자의 컴퓨터에 있는 모든 폴더를 구글에 동기화할 수 있을 것이라고 발표했다. 이 앱은 2017년 7월 12일에 출시되었다.

### 메타데이터
파일과 폴더 모두에 사용할 수 있는 설명 필드가 있어 사용자가 관련 메타데이터를 추가할 수 있다. 설명 필드 내의 콘텐츠도 구글 드라이브에 의해 색인화되고 검색 가능하다.

### 시각 장애인을 위한 접근성
2014년 6월, 구글은 구글 드라이브에 대한 여러 업데이트를 발표했는데, 여기에는 시각 장애인 사용자를 위한 서비스 접근성 향상이 포함되었다. 여기에는 향상된 키보드 접근성, 확대 및 고대비 모드 지원, 화면 판독기와의 더 나은 호환성이 포함되었다.

### 구글 드라이브에 저장 브라우저 확장 프로그램
구글은 구글 크롬 확장 프로그램인 "구글 드라이브에 저장"을 제공하여 사용자가 브라우저 작업 또는 상황에 맞는 메뉴를 통해 웹 콘텐츠를 구글 드라이브에 저장할 수 있도록 한다. 문서와 이미지는 직접 저장할 수 있지만, 웹 페이지는 스크린샷(페이지의 보이는 부분 또는 전체 페이지의 이미지) 또는 원시 HTML, MHTML 또는 구글 독스 파일 형식으로 저장할 수 있다. 확장 프로그램을 사용하려면 사용자는 크롬에 로그인해야 한다.

### 모바일 앱
구글 드라이브 모바일 앱은 2014년 4월까지 문서 및 스프레드시트 편집을 지원했지만, 이후 이 기능은 구글 문서도구, 구글 시트, 구글 슬라이드의 별도 독립 실행형 앱으로 옮겨졌다. 안드로이드용 구글 드라이브 앱은 사용자가 문서, 서명 또는 기타 텍스트의 사진을 찍고 광학 문자 인식을 사용하여 편집 가능한 텍스트로 변환할 수 있도록 한다. 2014년 10월, 안드로이드 앱은 머티리얼 디자인 사용자 인터페이스, 향상된 검색, 파일 공유 시 사용자 지정 메시지 추가 기능, 새로운 PDF 뷰어와 함께 업데이트되었다.

### 암호화
2013년 이전에는 구글이 서버에 저장된 데이터를 암호화하지 않았다. 미국 국가안보국이 구글을 포함한 여러 기술 기업이 소유한 서버에 "직접 접근"했다는 정보가 있은 후, 회사는 7월에 데이터 암호화를 테스트하기 시작했으며 11월에 데이터 센터 간 전송되는 데이터에 대해 암호화를 활성화했다. 2021년부터 구글 드라이브는 클라이언트 측 암호화 기능을 제공하고 있다.

## 전문 버전

### 구글 드라이브 엔터프라이즈
구글 드라이브 엔터프라이즈(이전 명칭: Google Drive for Work)는 구글 I/O 컨퍼런스에서 2014년 6월 25일에 발표되었으며 즉시 사용 가능해진 구글 워크스페이스(이전 명칭: Google Apps for Work 또는 G Suite)의 일부인 비즈니스 버전이다. 이 서비스는 무제한 저장 공간, 고급 파일 감사 보고, eDiscovery 서비스와 함께 향상된 관리 제어 및 비즈니스에 특히 유용한 새로운 API를 제공한다. 사용자는 최대 5TB 크기의 파일을 업로드할 수 있다. 구글의 공식 엔터프라이즈 블로그에 게시된 보도 자료는 구글이 서버에 저장된 데이터뿐만 아니라 주고받는 정보도 암호화할 것이라고 기업에 확신시켰다. 구글은 비즈니스 사용자에게 24시간 연중무휴 전화 지원을 제공하며 서버에 대해 99.9%의 가동 시간을 보장했다.
2015년 9월, 구글은 구글 드라이브 포 워크가 새로운 ISO/IEC 27018:2014 보안 및 개인 정보 보호 표준을 준수할 것이라고 발표했다. 이는 구글이 드라이브 포 워크 계정의 데이터를 광고에 사용하지 않고, 데이터를 처리하고 내보내는 추가 도구를 활성화하며, 데이터 저장에 대한 투명성을 높이고, 서드파티 데이터 요청으로부터 보호한다는 것을 확인해 주었다.
2018년 7월, 구글은 전체 구글 워크스페이스를 구매하지 않으려는 기업을 위한 새로운 에디션인 Drive Enterprise를 발표했다. Drive Enterprise는 문서, 스프레드시트, 프레젠테이션, 그림, 양식 및 기타 파일 형식을 공동으로 편집할 수 있는 구글 독스, 시트, 슬라이드를 포함한다. Drive Enterprise는 또한 사용자가 마이크로소프트 오피스 파일 및 60개 이상의 다른 파일 형식에 액세스하고 공동 작업할 수 있도록 한다. Drive Enterprise의 가격은 사용량에 따라 월별 활성 사용자당 8달러와 월별 GB당 0.04달러로 책정된다.

### 교육용 구글 드라이브
교육용 구글 드라이브는 2014년 9월 30일에 발표되었다. 모든 Google Apps for Education 사용자에게 무료로 제공되었다. 무제한 저장 공간과 최대 5TB 크기의 개별 파일 지원, 그리고 완전한 암호화가 포함된다.

### 공유 드라이브
2016년 9월, 구글은 팀 드라이브(나중에 공유 드라이브로 이름 변경됨)를 구글 워크스페이스 팀이 문서에서 공동 작업하고 파일을 저장하는 새로운 방법으로 발표했다. 공유 드라이브에서는 파일/폴더 공유 및 소유권이 개별 사용자에게가 아니라 팀에 할당된다. 2020년부터 공유 드라이브는 다른 사용자 및 팀에 파일과 폴더에 다른 액세스 수준을 할당하고 폴더를 공개적으로 공유할 수 있는 기능을 가졌다. 개별 구글 드라이브와 달리 공유 드라이브는 무제한 저장 공간을 제공한다.

## 독스, 시트, 슬라이드
구글 문서도구, 구글 시트, 구글 슬라이드는 구글이 제공하는 무료 웹 기반 오피스 제품군이며 구글 드라이브와 통합되어 있다. 사용자는 다른 사용자와 실시간으로 공동 작업하면서 온라인에서 문서, 스프레드시트 및 프레젠테이션을 생성하고 편집할 수 있다. 세 가지 앱은 웹 애플리케이션으로, 오프라인으로 작동하는 크롬 앱으로, 안드로이드 및 iOS용 모바일 앱으로 사용할 수 있다. 이 앱은 마이크로소프트 오피스 파일 형식과도 호환된다. 이 제품군은 또한 구글 드로잉, 구글 설문지, 구글 사이트, 구글 킵으로 구성되어 있다. 설문지와 사이트는 웹 애플리케이션으로만 사용할 수 있지만, 드로잉은 크롬 앱으로도 사용할 수 있으며, 킵용 모바일 앱도 사용할 수 있다. 이 제품군은 구글 드라이브와 긴밀하게 통합되어 있으며, 앱으로 생성된 모든 파일은 기본적으로 구글 드라이브에 저장된다.

### 업데이트
독스, 시트, 슬라이드에 대한 업데이트는 기계 학습을 사용하는 기능을 도입했다. 여기에는 문서 내용에 기반한 검색 결과를 제공하는 "탐색", 스프레드시트에서 자연어 질문에 기반한 답변을 제공하는 기능, 슬라이드쇼 내용에 기반한 동적 디자인 제안, 그리고 다른 사용자에게 작업을 할당할 수 있는 "실행 항목"이 포함된다. 구글 독스는 마이크로소프트 오피스의 기능이 부족하다는 비판을 받았지만, 단순성, 협업 용이성, 빈번한 제품 업데이트로 찬사를 받았다.
독스, 시트, 슬라이드 문서를 오프라인으로 보거나 편집하려면 사용자는 구글 크롬 웹 브라우저를 사용해야 한다. 크롬 확장 프로그램인 구글 독스 오프라인은 사용자가 구글 드라이브 웹사이트에서 독스, 시트, 슬라이드 파일에 대한 오프라인 지원을 활성화할 수 있도록 한다.
구글은 또한 구글 크롬 웹 브라우저용 확장 프로그램인 Office editing for Docs, Sheets and Slides를 제공하여 사용자가 독스, 시트, 슬라이드 앱을 통해 구글 크롬에서 마이크로소프트 오피스 문서를 보고 편집할 수 있도록 한다. 이 확장 프로그램은 크롬을 사용하여 컴퓨터에 저장된 오피스 파일을 여는 데 사용할 수 있으며, 웹에서 발견된 오피스 파일(이메일 첨부 파일, 웹 검색 결과 등)을 다운로드할 필요 없이 여는 데에도 사용할 수 있다. 이 확장 프로그램은 ChromeOS에 기본적으로 설치되어 있다.

## 평가

### 기능
2012년 4월 구글 드라이브 출시 후 TechRadar의 댄 그랩햄(Dan Grabham)은 구글 독스를 구글 드라이브에 통합한 것이 "다소 혼란스럽다"고 평가했는데, 주로 두 서비스 간의 사용자 인터페이스 차이 때문이었다. 드라이브는 특정 공유 문서 보기가 있는 "내 드라이브" 섹션을 제공했다. 그는 "사용자 인터페이스에 더 많은 작업이 필요하다고 생각한다. 현재는 구글 독스의 재탕과 같으며 구글은 분명히 이 부분에 노력을 기울여야 한다"고 말했다. 그는 파일 업로드는 "꽤 쉽다"고 보았지만, 폴더 업로드는 구글 크롬 웹 브라우저를 통해서만 지원된다는 점을 지적했다. 마이크로소프트 오피스 문서의 기본 편집 기능 부족은 "성가시다"고 평가했다. 구글 드라이브의 컴퓨터 앱에 대해 그는 설정에서 특정 폴더만 동기화하는 옵션이 "강력하다"고 말했다. 그는 드라이브가 "구글 앱 무기고에 훌륭한 추가 기능이며 모든 것이 원활하게 작동한다"고 썼지만, 인터페이스가 "혼란스럽고" 파일 보기가 파일 아이콘 없이 "충분히 직관적이지 않다"고 다시 비판했다. 그랩햄은 또한 모바일 안드로이드 앱을 검토하면서 "이것은 이동 중에도 파일에 액세스하고 원한다면 오프라인 액세스를 위해 일부를 저장할 수 있는 아주 간단한 앱"이라고 썼으며, 구글 독스 생성 및 사진 업로드가 "쉽다"고 칭찬했다. 그는 또한 "모든 것이 쉽게 검색 가능하다"는 점을 칭찬했다.
2016년 2월 PC Magazine의 마이클 머치모어(Michael Muchmore)는 이 서비스를 파일 생성 및 편집에 "정말 인상적"이라고 칭찬했으며, 그 기능을 오피스 제품군 협업에서 "선두적"이라고 설명했다. 그는 가져오기 및 내보내기 옵션으로 인해 "호환성 문제는 거의 없다"고 덧붙였으며, 15 기가바이트의 무료 저장 공간이 "관대하다"고 평가했다. 그러나 그는 사용자 인터페이스가 탐색하기에 혼란스럽다고 비판했으며, "오프라인 편집은 간단하지 않다"고 썼다.
구글 드라이브의 안드로이드 버전은 전체 폴더를 오프라인으로 저장할 수 있도록 허용하는 대신 사용자가 개별 파일을 오프라인 사용을 위해 개별적으로 토글해야 한다는 비판을 받았다.

### 소유권 및 라이선스
2012년 4월 발표 직후, 구글은 구글 드라이브 개인 정보 보호 문제로 비판을 받았다. 특히, 개인 정보 옹호자들은 구글이 모든 제품 및 서비스에 대해 통합된 서비스 약관 및 개인 정보 보호 정책을 가지고 있다는 점을 지적했다. CNET 보고서에서 잭 위태커(Zack Whittaker)는 "약관 및 서비스가 사용자의 저작권 및 지적 재산권을 어떻게 처리하는지에 대해 광범위한 커뮤니티로부터 거센 비판을 받았다"고 언급했다. 구글 드라이브와 경쟁 클라우드 스토리지 서비스인 Dropbox 및 OneDrive 간의 서비스 약관을 비교하면서, 그는 구글이 사용자로부터의 라이선스를 통해 구글 드라이브에 저장된 콘텐츠를 복제, 사용, 파생할 광범위한 권리를 가지고 있다는 단락을 인용했다. 사용자는 지적 재산권을 보유하지만, 사용자는 구글에 업로드된 콘텐츠를 추출하고 분석하여 구글이 사용자에게 제공하는 광고 및 기타 서비스를 맞춤 설정하고 서비스를 홍보할 수 있는 라이선스를 부여한다. 요약하자면, 그는 "약관에 따르면 구글은 사용자가 구글 드라이브에 업로드한 파일을 소유하지 않지만, 회사는 이 파일로 원하는 모든 것을 할 수 있다"고 썼다. ZDNet의 에드 보트(Ed Bott)는 이 서비스에 대한 매우 비판적인 사설에서 약관의 언어가 2011년 7월 드롭박스가 개인 정보 보호 정책을 업데이트했을 때 논란을 일으켜 드롭박스가 설명 언어로 정책을 다시 업데이트하도록 강요했던 것과 "정확히 같은 단어"를 포함하고 있다고 썼으며, "이것은 구글이 구글플렉스 밖에서 일어나는 일에 조금도 주의를 기울이지 못한다는 완벽한 예시이다"라고 덧붙였다. Time의 맷 펙햄(Matt Peckham)은 드라이브에 대한 고유한 서비스 약관이 없다는 점을 비판하며 다음과 같이 썼다. "구글 서비스 중 개인 정보 보호 방화벽이 필요한 서비스가 있다면 그것은 구글 드라이브이다. 이것은 유튜브나 캘린더, 심지어 Gmail도 아니다. 마케팅을 위해 정보를 수집하든 아니든 누군가의 가장 민감한 데이터가 엿보일 가능성이 너무 높다. [...] 구글은 구글 드라이브에 대한 서비스 약관의 '범위를 좁히는' 개인 정보 예외 조항을 만들어야 하며, 최소한 회사가 G-Drive 데이터 검색에서 생성된 정보를 어떤 식으로든 유포하지 않을 것이라고 명시해야 한다."
이에 반해 The Verge의 닐레이 파텔(Nilay Patel)은 "모든 웹 서비스는 개인 정보 보호 정책에 대한 엄격한 조사를 받아야 하지만, 자세히 읽어보면 구글의 약관은 다른 서비스와 거의 같고 어떤 경우에는 약간 더 낫다"고 말하며, 구글이 적절한 권한 없이는 "서버에서 파일을 이동시키거나, 데이터를 캐시하거나, 이미지 썸네일을 만들 수 없다"는 사실을 지적했다. 경쟁 서비스의 정책과 비교하면서 파텔은 "그들이 정확히 같은 권한을 필요로 한다는 것은 분명하다. 단지 그들은 그것을 전달하기 위해 약간 더 예술적인 언어를 사용한다"고 썼다.

## 성장
2013년 11월 12일, 구글은 구글 드라이브의 활성 사용자 수가 1억 2천만 명이라고 발표했다. 이는 회사가 처음으로 공개한 수치였다.
2014년 6월 25일 구글 I/O 개발자 컨퍼런스에서 선다 피차이는 구글 드라이브가 현재 1억 9천만 명의 월간 활성 사용자를 보유하고 있으며, 포춘 500 기업의 58%와 상위 대학 72곳에서 사용되고 있다고 발표했다.
2014년 10월 1일, Atmosphere Live 행사에서 구글 드라이브가 2억 4천만 명의 월간 활성 사용자를 보유하고 있다고 발표되었다. The Next Web은 이는 한 분기 만에 5천만 명의 사용자가 증가한 것을 의미한다고 지적했다.
2015년 9월 21일, 구글 드라이브가 100만 명 이상의 조직 유료 사용자를 보유하고 있다고 발표되었다.
2017년 3월, 구글은 구글 드라이브의 활성 사용자가 8억 명이라고 발표했다.
2017년 5월, 구글의 한 임원은 회사 행사에서 구글 드라이브에 2조 개 이상의 파일이 저장되어 있다고 밝혔다.
2021년, 구글은 구글 워크스페이스의 전 세계 사용자가 30억 명을 넘어섰다고 밝혔다. 2023년에는 900만 개의 조직이 구글 워크스페이스를 유료로 사용하고 있다고 보고되었다.

## 가동 중단 문제
구글은 구글 워크스페이스 고객을 위해 구글 드라이브에 대해 99.9%의 가동 시간 보장을 제공하지만, 구글 드라이브는 소비자 및 비즈니스 사용자 모두에게 가동 중단 사태를 겪었다. 상당한 가동 중단 기간 동안 구글 앱 상태 대시보드는 구글이 제공하는 각 서비스의 현재 상태와 복원 진행 상황에 대한 세부 정보로 업데이트된다. 주목할 만한 가동 중단은 2013년 3월, 2014년 10월, 2016년 1월, 2017년 9월, 2020년 1월, 그리고 2020년 12월에 발생했다.
2016년 1월 가동 중단이 해결되었을 때, 구글 대변인은 The Next Web에 다음과 같이 말했다:
구글은 실패가 통계적으로 불가피하다는 것을 인지하고 있으며, 사용자들이 실패의 영향으로부터 보호받을 수 있도록 노력하고 있습니다. 이 경우에 그렇게 되지 않았으므로, 이 사건으로 불편을 겪으신 모든 분들께 사과드립니다. 저희 엔지니어들은 서비스가 예상치 못한 네트워크 실패에 더 탄력적으로 대응할 수 있도록 사후 조사를 진행하고 있으며, 구글 서비스 중단이 드물게 발생하도록 최선을 다할 것입니다.
2013년 8월, 구글의 모든 서비스에 5분 동안 영향을 미친 가동 중단 사태에서 CNET은 전 세계 인터넷 트래픽이 40% 감소했다고 보도했다.

## 스팸 문제
구글 드라이브는 사용자가 공유 초대를 받는 사람의 승인 없이도 다른 구글 사용자와 드라이브 콘텐츠를 공유할 수 있도록 했다. 이로 인해 사용자들이 원치 않는 공유 드라이브에서 스팸을 받게 되었다. 구글은 2019년에 이 문제를 인정하고 2021년에 사용자를 차단하는 기능을 출시했다. 2023년, 구글은 Gmail 서비스의 스팸 폴더와 유사한 드라이브용 스팸 폴더를 출시했다.